# Nesolestes alboterminatus
Nesolestes alboterminatus – gatunek ważki z rodziny Argiolestidae.
Owad ten jest endemitem Madagaskaru występującym w północnej części wyspy.